# Référendum constitutionnel français de 1958 au Dahomey
Le référendum constitutionnel français du 28 septembre 1958 au Dahomey demande aux Dahoméens de se prononcer sur le projet de Constitution proposé, sous la présidence de la République de René Coty, par le président du Conseil, Charles de Gaulle. Le texte de cette Constitution pose les fondements de la Cinquième République et, concernant les territoires d'outre-mer, prévoit la création d'une Communauté franco-africaine en remplacement de l'Union française.
L'approbation de la Constitution permettrait au Dahomey de jouir d'une autonomie interne au sein de la Communauté française et, en cas de rejet, il se verrait accorder son indépendance.
Le projet de Constitution est plébiscité par 97,84 % des électeurs dahoméens. Tous les autres territoires d'outre-mer ont également voté « Oui » à l’exception de la Guinée qui devient alors indépendante.
Le 4 décembre suivant, la république du Dahomey est proclamée.

Bulletins de vote employés par les électeurs des territoires d'outre-mer.

## Résultats
| Choix                     | Votes   | %     |
| ------------------------- | ------- | ----- |
| Pour                      | 418 963 | 97,84 |
| Contre                    | 9 246   | 2,16  |
|                           |         |       |
| Votes valides             | 428 209 | 98,90 |
| Votes blancs et invalides | 3 198   | 1,10  |
| Total                     | 431 407 | 100   |
| Abstentions               | 343 763 | 44,35 |
| Inscrits / Participation  | 775 170 | 55,65 |

Approuvez-vous la Constitution qui vous est proposée par le Gouvernement de la République ?
| Oui : 418 963 (97,84 %) |  |  | Non : 9 246 (2,16 %) |
| ▲                       |  |  |                      |
| Majorité absolue        |  |  |                      |